# Гаркуша, Николай Евтихиевич
Николай Евтихиевич Гаркуша (1905—1944) — майор Рабоче-крестьянской Красной Армии, участник Великой Отечественной войны, Герой Советского Союза (1943).

## Биография
Николай Гаркуша родился 12 декабря 1905 года в селе Васильковка (ныне — посёлок в Днепропетровской области Украины) в семье крестьянина. Окончил четыре класса школы, после чего работал на железной дороге. В сентябре 1927 года Гаркуша был призван на службу в Рабоче-крестьянскую Красную Армию. С августа 1941 года — на фронтах Великой Отечественной войны. К сентябрю 1943 года майор Николай Гаркуша командовал 1129-м стрелковым полком 337-й стрелковой дивизии 40-й армии Воронежского фронта. Отличился во время битвы за Днепр.
11 сентября 1943 года полк Гаркуши переправился через реку Псёл и прорвался в город Гадяч Полтавской области Украинской ССР. 18 сентября полк освободил город Лубны и, развив наступление, вышел к Днепру. 25 сентября полк переправился через реку в районе села Зарубинцы Каневского района Черкасской области и захватил плацдарм на его западном берегу.
Указом Президиума Верховного Совета СССР от 23 октября 1943 года за «умелое командование стрелковым полком, образцовое выполнение боевых заданий командования на фронте борьбы с немецкими захватчиками и проявленные при этом мужество и героизм» майор Николай Гаркуша был удостоен высокого звания Героя Советского Союза с вручением ордена Ленина и медали «Золотая Звезда» за номером 1196.
17 декабря 1944 года Гаркуша погиб в бою под венгерским городом Мишкольц. С воинскими почестями он был похоронен в Ивано-Франковске.
Был также награждён орденами Красного Знамени, Суворова 3-й степени, Отечественной войны 1-й степени, Красной Звезды. В честь Гаркуши названа улица в Ивано-Франковске.